# 許潘愛娘墓
許潘愛娘墓，是位於臺灣臺北市士林官邸境內「慈雲亭」旁的清朝古墓，碑刻「武榮顯祖妣閨名愛娘許媽潘氏墓」，墓主為平埔族女性。

## 墓主
許潘愛娘為巴賽族塔塔悠社人，清康熙年間，泉州裔漢人許建總隨軍渡海來臺至塔塔悠社一帶墾殖，為夥長。其藉由與塔塔悠社女子潘氏愛娘通婚，在該族母系社會傳統下獲准開墾潘氏土地，成為最早進入臺北盆地開墾的拓墾者之一。墓主的丈夫許建總（號朝總），生於康熙4年（1665年），卒於雍正9年（1731年），原籍福建省泉州府南安縣四十一都山頭鄉人，其在原鄉的元配已育有七子，渡台後娶兩名塔塔悠女子為妾，其中第二房妻子即墓主潘氏，育一子許明亮；第三房妻子育有兩子。

## 概要
該墓於戊申年臘月（清雍正6年，西元1728年）立石，甲寅年梅月（清雍正12年，西元1734年）修整，造型受渡臺漢人文化影響，為臺灣傳統閩南式墓葬，墓體採觀音山石刻字、「馬約利卡」磁磚裝飾設計，銘有「墓向正吉」、「冠龍帶生」、「真觀隨照」與「山仰秀顧」等字句。

## 戰後
臺灣戰後時期，中華民國總統蔣中正入住士林官邸，特准墓主後人每年清明節進出官邸園區掃墓，是戒嚴時期唯一可進出官邸園區的平民百姓。1999年8月，該墓有重修記錄。